# Crossodactylus trachystomus
Espèce
Synonymes
- Tarsopterus trachystomus Reinhardt & Lütken, 1862 "1861"
- Crossodactylus bresslaui Müller, 1924
- Crossodactylus bokermanni Caramaschi & Sazima, 1985

Statut de conservation UICN

 DD  : Données insuffisantes
Crossodactylus trachystomus est une espèce d'amphibiens de la famille des Hylodidae.

## Répartition
Cette espèce est endémique du Minas Gerais au Brésil. Elle se rencontre entre 700 et 900 m d'altitude dans la Serra do Espinhaço,.

## Description
Les mâles mesurent de 18,7 à 25,1 mm et les femelles de 20,5 à 27,5 mm.

## Taxinomie
L'espèce Crossodactylus bresslaui a été placée en synonymie avec Crossodactylus trachystomus par Cochran en 1955 et l'espèce Crossodactylus bokermanni par Pimenta, Caramaschi et Cruz en 2015.

## Publication originale
- Reinhardt & Lütken, 1862 "1861" : Bidrag til Kundskab om Brasiliens Padder og Krybdyr. Förste Afdeling Paddern og Oglerne. Videnskabelige meddelelser fra den Naturhistoriske forening i Kjöbenhavn, vol. 1861, no 10/15, p. 143-242 (texte intégral).